# Zeleneč (okres Trnava)
Zeleneč (maďarsky Szelincs, dříve také Linč, Szilincs (Silinč), Szelencs (Selenč), německy Silinz) je obec na Slovensku v okrese Trnava.

## Poloha
Obec se rozprostírá se svými 2 375 obyvateli na jih od okresního města Trnavy, na rovinaté Trnavské sprašové tabuli s nadmořskou výškou 146–149 m n. m. Tento okres spadá pod Středoslovenský kraj. Katastrální území obce patří do teplé a suché oblasti s atmosférickými srážkami 550–600 mm a s průměrnou roční teplotou 16,4 °C.
Půdy v katastru jsou většinou původu diluviálního (starší naplaveniny). Největší plochu zabírá orná půda, nejmenší však stromová zeleň – lesní, uliční – rozptýlená.
Lesní zeleň se skládá z 10,4 ha souvislé plochy na Starém Lince a 6,4 ha v katastrálním území Hrnčiaroviec nad Parnou, avšak v těsném dotyku Zelenče. Uliční zeleň tvoří zejména ovocné dřeviny. Do účelové zeleně patří zeleň hřbitova a areál školy. Rozptýlené zeleně je málo. Nachází se kolem potoka Parni, ve výběhu a v areálu zemědělského družstva. Přírodu dokresluje bohatá květena a pestrý bylinný kryt.
Jsou zastoupeny nižší druhy živočišstva, motýli, běžné středoevropské ptactvo. Vodní plochy sestávají z potoka Parni.
Katastrální území je rozděleno na několik částí: Pažiť, Tehelňa, Háje, Starý Linč – Zeleneč, Záhrady, Kapustnica, Záhajské diely, Lúčky, Lose a lúky, Prítok, Vinohrady, Pasienky, Predné pole, Pri kríži, Diele, Zadné pole, Horné pole, Doliny, Za výhon, Druhá, Tretia cesta.

## Dějiny
K archeologickým nálezům patří: neolitické sídliště s kulturou volutovou, želiezovskou, lengyelovskou, hroby středodunajské mohylové kultury ze střední doby bronzové, sídliště pozdně, římsko-barbarské a raně středověké osídlení. Nálezy nasvědčují, že katastr byl obydlen v dávné minulosti.
První písemná zpráva o existenci obce pod názvem „Terra Scelench“ je v listině datované 13. května 1243, kdy ji Béla IV. daruje bratislavskému měšťanovi Woche. Později se obec dostává do vlastnictví bratislavské kapituly.
Obec často měnila názvy. Setkáváme se s dalším názvem Zelench, Szilincs, Lincz, Linz, Sylinč, Szilincs, Linci a od roku 1927 Zeleneč.
V listině z roku 1283 je v blízkosti Zelenče zmiňovaná pevnůstka. První archivní záznam o počtu obyvatel a domů je z roku 1634, kdy obec měla 200 obyvatel a 40 domů. V roce 1713 bylo 207 obyvatel. V r. 1782 bylo již 620 obyvatel. První úřední sčítání obyvatelstva bylo v roce 1865, kdy se počet obyvatel zvýšil na 765. V roce 1900 na 1265. Obec zabrala svatojurská a pezinská hrabata. Bratislavská kapitula, která byla jako druhým majitelem obce, opět získala obec za vlády císaře Rudolfa. Roku 1649 daroval Ferdinand III. obci právo mýtného. Obec několikrát vyhořela. V období feudalismu míval Zeleneč časté spory s obcí Opoj.
První a druhá světová válka velmi citelně postihla i Zeleneč. Obětí I. světové války se stalo 41 mužů a II. svět. války 10 občanů.
Obec patřila do Bratislavské župy a do okresu Trnava. Od r. 1950 byl v obci MNV a od roku 1990 OÚ.

## Sport

### Fotbal
Tělovýchovná jednota Sokol Zeleneč byla založena v roce 1923.

#### Historie
Do dějin zelenečského sportu se v r. 1923 jako zakladatel fotbalového oddílu a v r. 1938 jako zakladatel Dělnické tělocvičné jednoty v Zelenči zapsal Jan Jedlička.
V roce 1940 se rozšířila základna na dvě fotbalová mužstva. Do války nesl fotbalový klub jméno Slávia Zeleneč.
Klub změnil jméno na Sokol. Příznivce fotbalu v r.1978/1979 potěšil postup A-mužstva do I. A třídy, ze které však v r. 1980 vypadlo. Po krátké době v r. 1981/82 zazářilo návratem do I.A třídy z níž po roce opět vypadlo do I. B třídy a v roce 1988 kleslo do okresního přeboru.
Po úspěších a neúspěších a fotbalové reorganizaci v jarní části roce 2001 byly do soutěže přihlášeny tři mužstva a to: A-mužstvo, dorost a žáci. A-mužstvo hrálo 5. ligu, ze které vypadlo. Dorost hrál IV. ligu a postoupil do III. ligy. Družstvo žáků hrálo v okresní soutěži. V aktuální sezoně 2004/2005 A-mužstvo hrálo 5. ligu, ze které vypadlo, dorost hrál 5. ligu, ze které vypadl a žáci, který hráli okresní přebor.

#### Aktuální ročník
- Muži – 7. liga OS A »7. místo
- Dorost – 6. liga OM »- 7. místo
- Žáci – krajská soutěž – 7. místo

### Cyklistika
V roce 1955 zasáhly do bojů v krajském kole i cyklisté, kde Dominik Orešanský obsadil v soutěži juniorů první místo. Cyklistika začala stagnovat. Teprve před několika lety byl založen CK BMX Zeleneč, který se pravidelně účastní a sám organizuje cyklokrosové závody o Slovenský pohár a Mistrovství Slovenska v cyklokrosu.

### Stolní tenis
Stolní tenis se v obci začal organizovat v r. 1935 a až v r. 1950 založili stolnětenisový oddíl. V roce 1952 se probojovali do krajské soutěže. Pozdější zanikl. Několikrát proběhlo oživení, naposledy v roce 2003. Momentálně má tři družstva mužů v MO Trnavského kraje – v 6. lize (A-družstvo), v 7. lize (B -družstvo) a v 8. lize (C-družstvo).

## Památky
V obci je římskokatolický kostel Narození Panny Marie postavený v letech 1969–1973 a kaple Sedmibolestné Panny Marie z 18. století.

## Osobnosti
- Ján Klempa Jacovský, spisovatel
- Michal Drobný, neurolog
- Cyril Dudáš, teolog
- Jozef Marko, generál
- Pavol Blažek (* 1958), zelenečský rodák, reprezentant Slovenska ve sportovní chůzi, účastník čtyř OH, mistr Evropy, několikanásobný světový rekordman, člen olympijského výboru.
- Tibor Mikuš, poslanec Národní rady, bývalý ředitel Slovenských elektráren, mistr karate.
- Marcel Benkovský (* 1972), reprezentant Slovenska ve střelbě na asfaltové terče, účastník MS, ME a závodů o Světový pohár, vítěz EP.
- Jozef Bednárik, herec a režisér
- Marek Ujlaky (* 1974), hráč I. fotbalové ligy a reprezentant Slovenska.
- Štefan Slezák (1937–2003), bývalý hráč I. fotbalové ligy.
- Stanislav Hutár (* 1952), reprezentant Slovenska v kulovém trojboji soudní policie, odměněn titulem mistr střelectví.
- Cyril Kutálek, zelenečský rodák, zakladatel požárního sboru v r. 1924.
- Ján Jedlička, zelenečský rodák, zakladatel fotbalového klubu v r. 1923 a zakladatel tělovýchovné jednoty v r.1938.
- Vít Bednárik (* 1917), učitel, má spolu s Josefem Ujlakym zásluhu na opětovném obnovení dechové hudby v r.1959 a dlouhodobý vedoucí pěveckého a folklorního souboru v Zelenči, šiřitel osvěty a dirigent dechové hudby.
- Vít Brestovanský (* 1941), hráč I. dorostenecké ligy ve fotbale a výběru Slovenska.
- Jozef Feger, zelenečský kněz, autor několika prací, zejména teologických.
- Imrich Klas, zelenečský kněz, podporovatel družstevnictví, spoluzakladatel potravního družstva a dopisovatel do kalendářů.
- Jozef Adamčík, učitel a správce školy, šiřitel osvěty, zakladatel školního juniorského ČSČK v roce 1929 a organizační pracovník ve společenských organizacích.
- Štefan Novák, zelenečský učitel, zakladatel místní skupiny ČSČK v roce 1941, organizační pracovník ve společenských organizacích.
- Ján Venger, zelenečský kněz, iniciátor výstavby v té době moderního sakrálního architektonického skvostu.
- Ing. Jozef Hrašna, projektant zelenečského kostela, projektant starého pomníku padlých a rekonstrukce kulturního domu.